# Темперамент
Темперамент или темпераменат (лат. temperare,  „мешати”) јесте склоп урођених предиспозиција емоционалног доживљавања и реаговања. Темперамент је одређен наслеђем, телесном конституцијом и, посебно, грађом и функционисањем аутономног нервног и ендокриног система. Прву и најпознатију теорију и типологију темперамента дали су Хипократ и римски лекар Гален (2. в. н. е.). Према овој теорији, у зависности од тога који од четири телесна сока преовлађује у организму, испољиће се један од четири типа темперамента: флегматичан (миран), колеричан (необуздан), меланхоличан (слаб) или сангвиничан (живахан).
Неки истраживачи указују на повезаност темперамента са формалним динамичким карактеристикама понашања, као што су енергетски аспекти, пластичност, осетљивост на специфична појачања и емоционалност. Особине темперамента (као што су неуротицизам, друштвеност, импулсивност, итд) су различити обрасци понашања током целог живота, али су најуочљивији и највише проучавани код деце. Бебе се обично описују темпераментом, али лонгитудинална истраживања 1920-их су почела да утврђују темперамент као нешто што је стабилно током животног века.

## Дефиниција
Темперамент је дефинисан као „сазвежђе урођених особина које одређују јединствени стил понашања детета и начин на који оно доживљава свет и реагује на њега.“

### Класификационе шеме
Развијене су многе шеме класификације за темперамент и не постоји консензус. Латинска реч temperamentum значи 'мешавина'.

### Темперамент против личности
Неки коментатори виде темперамент као један фактор у основи личности.

## Главни модели

### Модел са четири темперамента
Историјски гледано, у другом веку нове ере, лекар Гален је описао четири класична темперамента (меланхолик, флегматик, сангвиник и колерик), којима одговарају четири расположења или телесних течности. Овај историјски концепт истраживали су филозофи, психолози, психијатри и психофизиолози из веома раних времена психолошке науке, са теоријама које су предложили Имануел Кант, Херманн Лоcе, Иван Павлов, Карл Јунг, Герардус Хеjманс, између осталих. У новијој историји, Рудолф Штајнер је истицао важност четири класична темперамента у основном образовању, у време када је веровао да је утицај темперамента на личност најјачи. Ни Гален, ни Штајнер се генерално не примењују на савремено проучавање темперамента у приступима модерне медицине или савремене психологије.

### Расалов-Трофимова неурофизиолошки модел темперамента
Овај модел се заснива на најдужој традицији неурофизиолошких експеримената започетих у оквиру истраживања типова и својстава нервног система од стране школе Ивана Павлова. Ова експериментална традиција је започела са студијама са животињама током 1910-20-их, али је проширила своју методологију на људе од 1930-их, а посебно од 1960-их, укључујући ЕЕГ, тестове на кофеин, евоциране потенцијале, задатке у понашању и друге психофизиолошке методе.

### Кејганово истраживање
Џером Кејган и његове колеге концентрисали су емпиријска истраживања на темпераментну категорију која се назива „реактивност“. Четворомесечна новорођенчад која су постала „моторички узбуђена и узнемирена“ на представљање нових стимулуса називана су високо реактивном. Они који су остали „моторички опуштени и нису плакали или се нервирали због истог скупа непознатих догађаја“ називани су слабо реактивним. Ове високо и ниско реактивне бебе поново су тестиране са 14 и 21 месецом „у различитим њима непознатим лабораторијским ситуацијама“. Високо реактивна новорођенчад углавном се карактерише профилом високог страха од непознатих догађаја, које је Каган назвао инхибираним. Насупрот томе, ниско реактивна деца су се минимално плашила нових ситуација, а карактерише их неспутан профил (Каган). Међутим, када је поново посматрано у узрасту од 4,5 година, само је скроман проценат деце задржао свој очекивани профил због фактора посредовања као што су интервенишућа породична искуства. Они који су остали високо инхибирани или неинхибирани након 4,5 године имали су већи ризик од развоја анксиозности и поремећаја понашања.
Каган је такође користио две додатне класификације, једну за бебе које су биле неактивне, али су често плакале (узнемирене) и једну за оне које су показивале енергичну активност, али мало плакале (узбуђене). После 14-17 година, ове групе деце су показале различите исходе, укључујући и неке разлике у активности централног нервног система. Тинејџери који су били класификовани као високо реактивни док су били бебе су имали већу вероватноћу да буду „потчињени у непознатим ситуацијама, да пријављују лоше расположење и анксиозност због будућности, [и] да буду религиознији“.

### Девет карактеристика темперамента Томаса и Шаха
Александер Томас, Стела Чес, Херберт Г. Бирч, Маргарет Херциг и Сем Корн започели су класичну њујоршку лонгитудиналну студију током раних 1950-их о темпераменту новорођенчади. Студија се фокусирала на то како темпераментни квалитети утичу на прилагођавање током живота. Шах, Томас и др. оценили су малу децу на основу девет карактеристика темперамента, од којих свака, сама по себи или у вези са другом, утиче на то колико се дете уклапа у школу, са својим пријатељима и код куће. Понашање за сваку од ових особина је у континуитету. Ако се дете нагиње ка високом или доњем крају скале, то може бити разлог за забринутост. Специфична понашања су: ниво активности, правилност начина спавања и исхране, почетна реакција, прилагодљивост, интензитет емоција, расположење, растресеност, упорност и распон пажње, и сензорна осетљивост. Пронађени су вишкови између категорија и данас психолози обично користе редуковану листу.
Истраживање Томаса и Чеса користило је следећих девет особина темперамента код деце на основу класификационе шеме коју је развио др Херберт Бирч. Томас, Шах, Бирч, Херциг и Корн су открили да се многе бебе могу категорисати у једну од три групе: лаке, тешке и споре за загревање (Thomas & Chess 1977). Не могу сва деца бити смештена у једну од ових група. Отприлике 65% деце одговара једном од образаца. Од 65%, 40% одговара лаком обрасцу, 10% је ушло у тежак образац, а 15% се споро загревајући. Свака категорија има своју снагу и слабост и једна није супериорнија од друге.

### Три димензије темперамента према Мери К. Ротбарт
Мери К. Ротбарт посматра темперамент као индивидуалне разлике личности код новорођенчади и мале деце које су присутне пре развоја виших когнитивних и друштвених аспеката личности. Ротбарт даље дефинише темперамент као индивидуалне разлике у реактивности и саморегулацији које се манифестују у доменима емоција, активности и пажње. Удаљавајући се од класификације беба у категорије, Мери Ротбарт је идентификовала три основне димензије темперамента. Користећи факторску анализу на подацима за децу узраста од 3 до 12 месеци, појавила су се три широка фактора која су означена као хитност/екстраверзија, негативан утицај и напорна контрола.

#### Хирургија/екстраверзија
Сургеност/екстраверзија укључује позитивно ишчекивање, импулсивност, повећан ниво активности и жељу за тражењем сензација. Овај фактор одражава степен до којег је дете генерално срећно, активно и ужива у вокализацији и тражењу стимулације. Повећани нивои насмејаности и смеха се примећују код беба са високим степеном сургености/екстраверзије. Деца узраста од 10 до 11 година са вишим нивоом сургентности/екстраверзије имају већу вероватноћу да развију проблеме екстернализације као што је су испади; међутим, мања је вероватноћа да ће развити унутрашње проблеме као што су стидљивост и ниско самопоштовање.

#### Негативан утицај
Негативан афект укључује страх, фрустрацију, тугу, нелагодност и бес. Овај фактор одражава степен до којег је дете стидљиво и није га лако смирити. Бес и фрустрација се виде већ од 2 до 3 месеца живота. Бес и фрустрација, заједно, предвиђају потешкоће које се екстернализују и интернализују. Сам бес је касније повезан са екстернализујућим проблемима, док је страх повезан са унутрашњим потешкоћама. Страх, о чему сведочи инхибиција понашања, примећује се већ у узрасту од 7-10 месеци, а касније предвиђа страх и нижи ниво агресивности код деце.